# تأثیر pH شوینده‌ها بر تعادل پوست کودک و اهمیت استفاده از محصولات تخصصی
الگو:جعبه اطلاعات مقاله علمی
تأثیر pH شوینده‌ها بر تعادل پوست کودک و اهمیت استفاده از محصولات تخصصی (انگلیسی: Impact of Cleansers' pH on Infant Skin Balance and the Importance of Using Specialized Products)، یکی از موضوعات مهم در مراقبت بهداشتی نوزادان و کودکان است. پوست نوزادان به دلیل نازک‌تر بودن، عملکرد سد پوستی ضعیف‌تر و pH پوست بالاتر نسبت به بزرگسالان، به‌شدت مستعد تحریک، خشکی و بیماری‌های التهابی پوستی مانند درماتیت آتوپیک است.

## نقش pH در عملکرد پوست
pH طبیعی سطح پوست در نوزادان به‌طور میانگین حدود 5.5 تا 6.0 است، که با افزایش سن به سمت اسیدی‌تر شدن (حدود 4.5 تا 5.5) میل می‌کند. اسیدی بودن سطح پوست نقش مهمی در مهار رشد میکروارگانیسم‌های بیماری‌زا و حفظ فلورای میکروبی پوست دارد.

## شوینده‌ها و pH
بسیاری از شوینده‌های صابونی دارای pH قلیایی بالاتر از 9 هستند که می‌توانند سد دفاعی پوست نوزاد را تضعیف کرده و منجر به خشکی پوست، اگزما و افزایش نفوذپذیری به عوامل خارجی شوند.

## شوینده‌های غیرصابونی و تخصصی
شوینده‌های غیرصابونی (Syndet) با pH تنظیم‌شده و مواد ملایم، انتخابی مناسب برای مراقبت از پوست کودک هستند. این محصولات معمولاً عاری از ترکیباتی مانند سولفات، پارابن، فتالات، الکل آزاد و رایحه مصنوعی هستند که ممکن است باعث تحریک پوست حساس شوند.

## اهمیت انتخاب آگاهانه والدین
بر اساس توصیه‌های انجمن پوست اطفال و آکادمی پوست آمریکا، استفاده از شوینده‌هایی با pH نزدیک به pH طبیعی پوست (حدود 5.5) برای نوزادان، خصوصاً آن‌هایی که دچار بیماری‌های التهابی پوست مانند اگزما یا EB هستند، الزامی است. انتخاب برندهایی که به طور خاص برای کودکان و مادران باردار طراحی شده‌اند، از بروز واکنش‌های آلرژیک و آسیب پوستی جلوگیری می‌کند.

## پیوندها
- پوست
- pH
- شوینده غیرصابونی
- اگزما
- بیماری پروانه‌ای
- مواد تحریک‌کننده پوست
- درماتیت پوشک
- مراقبت از نوزاد
- بارداری و شیردهی